# Покуцај на моја врата
Покуцај на моја врата (тур. Sen Çal Kapımı) турска је телевизијска серија у којој глуме Ханде Ерчел и Керем Бурсин. Премијерно је приказивана од 8. јула 2020. до 8. септембра 2021. године. У Србији је приказивала Прва од 17. маја до 26. новембра 2021. године.

## Радња
Еда је млада, лепа и паметна девојка доброг срца, која уноси боју у окружење својом ведрином, отвореношћу и непосредношћу. С друге стране је импулсивна и брзоплета у својим одлукама и не либи се да каже оно што мисли. Њена страст су књиге, пријатељи и цвеће, а највећи сан, да постане пејзажни архитекта.
Након смрти родитеља, све своје наде је везала за стицање образовања, те као најбољи студент, добија стипендију за студирање последње академске године у Италији. Међутим, у последњем тренутку бива лишена стипендије и шансе да оствари свој сан. Оставши са дипломом средње школе, почиње да ради у цвећари код своје тетке. У међувремену покушава да дође до Серкана Болата, успешног бизнисмена и власника познате архитектонске фирме Art Life, који јој је укинуо стипендију.
Серкан је згодан и харизматичан младић, веома образован и интелигентан, али немилосрдан у свом послу. Врло добро зна како да окрене пословни свет на своју страну попут шаховског велемајстора. Води се логиком и разумом. Стоји иза сваке одлуке коју донесе и иде до краја. Нема другу мотивацију осим рада и успеха. За њега пораз не постоји и зато се дубоко плаши да воли.
Након сазнања да ће управо он одржати говор на дан доделе диплома, Еда одлучује да оде и суочи се са човеком кога мрзи. Али сплетом несрећних околности, бивају приморани да читав дан проведу заједно, оковани лисицама, када Еда схвата да је он заиста све што она презире - арогантна, егоцентрична особа и потпуни контрол фрик! Са друге стране, ни Серкану није било свеједно, али када их медији „грешком” прогласе паром, он смишља план да Еду искористи како би повратио бившу девојку, која је сада верена за другог. Серкан јој нуди стипендију, под условом да се претвара да су заједно у наредна два месеца. Еда у почетку одбија понуду, али због нових услова, принуђена је да пристане. Серкан и Еда почињу да доживљавају страсну, изазовну везу због које ће заборавити на све до сада. Схватиће да упркос томе што је љубав тешка, уједно је и задивљујућа.

## Улоге
| Глумац                | Улога                 | Епизода    |
| --------------------- | --------------------- | ---------- |
| Ханде Ерчел           | Еда Јилдиз Болат      | 1-52       |
| Керем Бурсин          | Серкан Болат          | 1-52       |
| Неслихан Јелдан       | Ајдан Болат           | 1-52       |
| Биге Онал             | Селин Атакан          | 1-22 29-38 |
| Еврим Доган           | Ајфер Јилдиз          | 1-52       |
| Исмаил Еге Шашмаз     | Кан Карадаг           | 1-10       |
| Анил Илтер            | Енгин Сезгин          | 1-52       |
| Мелиса Донгел         | Џерен Башар           | 1-39       |
| Чагри Читанак         | Ферит Шимшек          | 1-39       |
| Елчин Афаџан          | Мелек Јуџел           | 1-52       |
| Ситаре Акбаш          | Фиген Фифи Јилдирим   | 1-28       |
| Башак Гумулџинелиоглу | Пирил Бајтекин Сезгин | 1-52       |
| Алиџан Ајтекин        | Сејфи Чичек           | 1-52       |
| Сарп Бозкурт          | Ердем Шангај          | 1-52       |
| Ахмет Марк Сомерс     | Алптекин Болат        | 1-22       |
| Илкјаз Арслан         | Лејла Хактан          | 1-39       |
| Дорукхан Кенгер       | Џенк                  | 1-2        |
| Али Ерсан Дуру        | Ефе Акман             | 13-21      |
| Илајда Чевик          | Балџа Кочак           | 22-28      |
| Ајшегул Ишсевер       | Семиха Јилдирим       | 23-28      |
| Буграхан Чајир        | Тахир                 | 23-28      |
| Хакан Карахан         | Шеф Александер Зуко   | 24-34      |
| Мерт Оџал             | Принц Сејмен          | 25-26      |
| Сарп Џан Короглу      | Дениз Сарачхан        | 29-37      |
| Синан Албајрак        | Кемал Озџан           | 35-52      |
| Маја Башол            | Кираз Болат           | 40-52      |
| Ахмет Ефе Метекоглу   | Џан Сезгин            | 40-52      |
| Синан Хелваџи         | Бурак Колџу           | 40-52      |
| Ајше Акин             | Дениз Колџу           | 40-48      |
| Сина Озер             | Керем                 | 40-52      |
| Дога Озум             | Пина Болат            | 41-52      |
| Парла Шенол           | Јадигар Озџан         | 50-52      |

## Епизоде
| Сезона | Сезона | Епизоде | Епизоде | Оригинално емитовање | Оригинално емитовање | Оригинално емитовање | Емитовање у Србији | Емитовање у Србији | Емитовање у Србији |
| Сезона | Сезона | Турска  | Србија  | Премијера            | Финале               | Мрежа                | Премијера          | Финале             | Мрежа              |
| ------ | ------ | ------- | ------- | -------------------- | -------------------- | -------------------- | ------------------ | ------------------ | ------------------ |
|        | 1.     | 39      | 112     | 8. јул 2020.         | 17. април 2021.      |                      | 17. мај 2021.      | 11. октобар 2021.  |                    |
|        | 2.     | 13      | 34      | 9. јун 2021.         | 8. септембар 2021.   | 11. октобар 2021.    | 26. новембар 2021. |                    |                    |